# 福斯特海峽
福斯特海峽（英語：Forsters Passage），是南極洲的海峽，位於南桑威奇群島，處於布里斯托爾島和南圖勒群島之間，在1775年由詹姆斯·庫克率領的英國探險隊命名，由英國海外領土管轄。